# Малик Амбар
Малик Амбар (1548 — 13 мая 1626) — крупный индийский государственный и военный деятель эфиопского происхождения, первый министр и регент Ахмаднагарского султаната (1607—1626).
Проданный в детстве родителями, Малик был привезен в Индию в качестве раба. Находясь в Индии, он создал наемное войско численностью до 1500 человек. Он действовал в Декане и нанимался на службу к местным правителям. Малик Амбар стал популярным военачальником и первым министром Ахмаднагарского султаната, где проявил административную хватку. Он также считался одним из пионеров партизанской войны в Декане. Он является фигурой почитания сидди в Гуджарате. Малик Амбар успешно сражался против Империи Великих Моголов и Биджапурского султаната, стремясь сохранить независимость некогда могущественного Ахмаднагарского султаната.

## Ранняя жизнь
Малик Амбар родился в 1548 году под именем Шапу, что позволяет предположить, что он родился в регионе Кампала на юге Эфиопии. Мир Касим аль Багдади, один из его рабовладельцев, в конечном итоге обратил Шапу в ислам и дал ему имя Амбар, признав его высшие интеллектуальные качества.
В XIV-XVII веках Абиссиния, управляемая членами Соломоновой династии, и соседние мусульманские государства собирали большую часть своих рабов из нееврейских общин, населявших такие регионы, как Камбата, Дамот и Хадья, которые располагались на южных границах их территории. Малик Амбар был среди людей, которые были обращены в ислам, а позже отправлены за границу, чтобы служить в качестве воина. Соломонова династия и Султанат Адаль были опустошены после двух десятилетий войны друг с другом. Согласно Futuhat-i Adil Shahi, Малик Амбар был продан в рабство своими родителями. Он оказался в Аль-Мохе в Йемене, где был продан снова за 20 дукатов и был доставлен на невольничий рынок в Багдаде, где он был продан в третий раз кади Аль-Кудату из Мекки и снова в Багдаде Миру Касиму аль-Багдади, который доставил его в Декан. Голландский купец Питер ван ден Брук описывал его так: «черный Кафр из Абиссинии с суровым Римским лицом».
Малик Амбар был затем куплен Ченгиз-ханом, бывшим рабом хабши, который служил пешвой или главным министром Султаната Ахмаднагар.

## Карьера
Как только его хозяин умер, Малик был освобожден женой покойного. Он женился, а после освобождения недолго служил биджапурскому султану и за это время получил титул «Малик». Но Амбар уволился с этой службы и перешел на службу в армию Низам-шахов Ахмаднагара .
Малик Амбар был регентом династии Низам-шахов Ахмаднагара с 1607 по 1626 год. В этот период он увеличил силу и мощь султана Муртазы Низам-шаха II и собрал большую армию. Он увеличил численность кавалерии, которая выросла со 150 до 7 000 человек за короткий период времени. Малик Амбар назначал султанов-марионеток на престол Ахмаднагара для отражения нападений моголов с севера. К 1610 году его армия выросла до 10 000 хабши и 40 000 декани. В течение следующего десятилетия Малик Амбар сражался и пресекал попытки могольского императора Джахангира захватить Ахмаднагарский султанат.
В 1610 году по приказу Малика Амбара был отравлен султан-марионетка Муртаза Низам-шах II (1600—1610), а на вакантный престол посажен его пятилетний сын Бурхан Низам-шах III (1610—1631).
Малик Амбар перенёс столицу из Паранды в Джуннар и основал новый город, Хадки, который позже был переименован в Аурангабад могольским императором Аурангзебом, когда он вторгся в Декан в 1658—1707 годах.
Малик Амбар считается одним из родоначальников партизанской войны в регионе Декан. Малик Амбар и Шахджи (отец Шиваджи) также восстановили некоторое доверие к султанам Ахмаднагарского султаната, большая территории которого была завоевана Великими Моголами в 1600 году (Акбар аннексировал Ахмаднагар) . Однако позже он потерпел поражение, когда Шах-Джахан двинул огромную армию против Ахмаднагара. Позднее Малик Амбар предложил полный контроль над Бераром и Ахмаднагаром Моголам в знак капитуляции.
Малик Амбар заключил союз с султанами Биджапура и Голконды, направленный против Империи Великих Моголов. Принц Хуррам, назначенный в 1616 году наместником Декана и будущий император Шах-Джахан, смог при помощи дипломатии и денег убедить султана Биджапура отказаться от союза с Маликом Амбаром. В 1617 году Малик Амбар вынужден был заключить мирный договор с Империей Великих Моголов, отказавшись от Ахмаднагара и ряда других крепостей. Позднее Малик Амбар возобновил союз с Биджапуром и Голкондой и в 1620 году отказался от исполнения прежнего договора с моголами. Малик Амбар при поддержке маратхов даже осадил город Бурханпур.

## Второй конфликт с Моголами
Малик Амбар несколько раз побеждал крупного могольского полководца Хана-и-Ханана и часто нападал на Ахмаднагар. Лакхуджи Джадхаврао, Малоджи Бхосале, Шахджи Бхосале и другие вожди маратхов приобрели большую известность в этот период. С помощью этих вождей маратхов Малик Амбар отбил форт и город Ахмаднагар у моголов. Но в одном из сражений Малик Амбар потерпел поражение от могольской армии и вынужден был сдать форт Ахмаднагар. После этого многие вожди маратхов, особенно Лакхуджи Джадхаврао и Раноджи Вабле перешли на службу к императору Великих Моголов. Шах-Джахан в очередной раз нанес сокрушительный удар Малику Амбару в одном из сражений и еще больше снизил его мощь.
Вскоре Шах-Джахан был вторично назначен наместником в Декан и организовал большое наступление на Ахмаднагарский султанат. Моголы взяли и разрушили Харки. Малик Амбар вынужден был подчиниться и уступить всю захваченные им могольские земли. Ахмаднагарский султанат должен был выплатить дань в размере 1, 2 миллиона рупий.
В 1623 году между Великими Моголами и султаном Биджапура был заключен сепаратный договор. В ответ Малик Амбар установил более тесные связи с султанатом Голконда, разбил биджапурское войско в Бидаре и даже осаждал Биджапур. Могольские войска прибыли на помощь султану Биджапура.

## Смерть

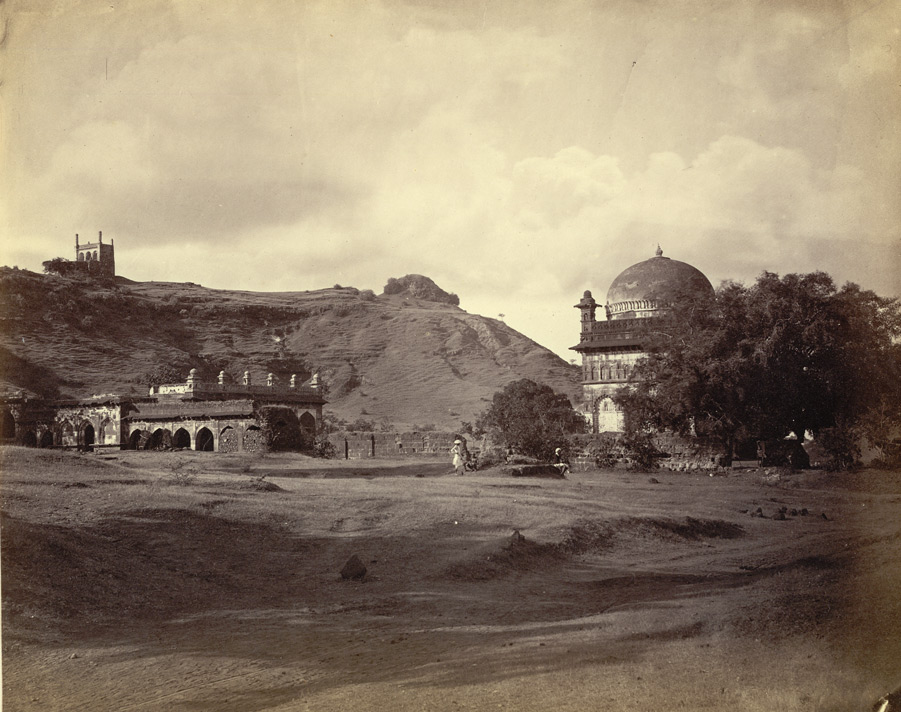
Гробница Малика Амбара, 1860-е годы, Хулдабад

Малик Амбар скончался в мае 1626 года в возрасте 80 лет. У Малика Амбара от жены Биби Каримы было два сына: Фатех-хан и Чангис-хан, а также две дочери.
Фатех-хан сменил своего отца на посту регента и первого министра Низам-шахов Ахмаднагара. Однако он не обладал политической и военной доблестью своего предшественника. Через ряд внутренних междоусобиц (в том числе Фатех-хан, убивший своего племянника, султана Бурхана Низам-Шаха III) Ахмаднагарский султанат был окончательно завоеван Великими Моголами в течение десяти лет после смерти Амбара.
Одна из его дочерей была замужем за принцем Ахмаднагарской семьи, который позже, благодаря помощи Малика Амбара, был коронован как султан Муртаза Низам-шах II (1600—1610). Старшая и младшая дочери были названы соответственно Шахир Бано и Азия Бано, последняя из которых вышла замуж за дворянина по имени Сидди Абдулла.
Младшая дочь была замужем за черкесским военачальником Ахмаднагарской армией Мукарраб-ханом, который впоследствии стал генералом при императоре Великих Моголов и получил титул Рустам-хана Бахадур Фируза Джанга. Он прославился своим участием в нескольких важных военных кампаниях, таких как Кандагарские войны против персидского шаха Аббаса. Он был убит шехзаде Мурадом Бахшем в битве при Самугархе во время гражданской войны в Империи Великих Моголов в 1658 году.
Гробница Малика Амбара находится в городе Хулдабад, недалеко от храма знаменитого суфийского святого Зара Зари Бакша.